# Enikő Győriová
Enikő Győriová (maďarsky Győri Enikő; * 17. červenec 1968 Budapešť) je maďarská diplomatka, ekonomka, vysokoškolská pedagožka a pravicová politička. Mezi lety 2009 a 2010 byla poslankyní Evropského parlamentu zasedající v parlamentní politické skupině Evropské lidové strany zvolená za stranu Fidesz – Maďarská občanská unie. Mandát europoslankyně opět získala ve volbách v roce 2019.

## Biografie
Narodila se roku 1968 v Budapešti v tehdejší Maďarské lidové republice. V roce 1992 získala diplom v oboru ekonomie na Marx Károly Közgazdaságtudományi Egyetem (dnes Budapesti Corvinus Egyetem), roku 2000 dosáhla titulu PhD.

### Politická kariéra
Pracovala jako státní úřednice a poradkyně v Zemském sněmu.
Mezi lety 1999 a 2003 působila jako maďarská velvyslankyně v italském Římě.
Ve volbách do Evropského parlamentu 2009 kandidovala na 14. místě společné kandidátní listiny Fidesz–KDNP a byla zvolena poslankyní EP v VII. volebním období (2009–2014). Z tohoto mandátu odstoupila dne 31. srpna 2010, jejím náhradníkem se stal Zoltán Bagó.
V roce 2014 byla jmenována maďarskou velvyslankyní ve španělském Madridu.
Ve volbách do Evropského parlamentu 2019 kandidovalana 8. místě společné kandidátní listiny Fidesz–KDNP, ve volbách uspěla a opět se tak stala europoslankyní. Mandát obhájila i ve volbách v roce 2024.

## Soukromý život
Hovoří plynně anglicky, francouzsky, italsky, maďarsky a španělsky. Je vdaná a má dva syny.

## Ocenění a vyznamenání
- Itálie — Záslužný kříž Italské republiky (2002)
- Španělsko — Španělský královský kříž za zásluhy (2011)
- Belgie — Řád koruny (2012)
- Francie — Řád čestné legie (2013)

## Publikace
- A Földközi-tenger lovagjai, avagy A legkisebb szigetország az Unióban. Málta; TLI Külpolitikai Tanulmányok Központja, Budapest, 2004.
- A nemzeti parlamentek és az Európai Unió; Osiris, Budapest, 2004.
- Győri Enikő – Bakos Piroska – Gál Helga: Ezt főztük (ki) Európának; Heti Válasz, Budapest, 2012.
- Deákné Orosz Zsuzsa – Győri Enikő – Huszka Klára: Fogyatékos emberek szociális segítése. Adaptációs kézikönyv középiskolában dolgozó pedagógusok számára; Fogyatékos Személyek Esélyegyenlőségéért Közhasznú Nonprofit Kft., Budapest, 2014.